# ノ・ホンチョル
ノ・ホンチョル(朝鮮語: 노홍철、1979年3月31日 - )は、ソウル特別市出身のタレント。2004年Mnet放送の<Dr.ノ KIN 町>でデビュー。金髪と髯は彼のトレードマーク。インターネットショッピング・モール、「ノ・ホンチョル.com」を経営している。最近にはソウル総合芸術学校ファッション芸術学部兼任教授に任命された。未婚。

## 略歴
- 1979年3月31日ソウル特別市生まれ。
- 弘益大学校 機械情報工学専攻卒業。卒業後、「ホンチョルツアー」、「夢と冒険のホンチョルワールド」など、事業家として活動する。
- 2004年Mnetの『Dr.ノ KIN 町』で芸能界デビュー。当時には珍しいおしゃぺり屋キャラで注目を浴びる。
- 2005年『無限挑戦』のスタートメンバーとして参加。『無限挑戦』での活躍で人気芸能人になる。

## 逸話
- 彼のデビュー当時、精神科医者たちは彼の精神状態をテーマにする会議をしたという[2]。
- 凄く潔癖な性格で、『無限挑戦』で放送された彼の家は凄く綺麗だった。
- 特異な発想と衣装などで「ドル+アイ」(韓国語でサイコの意味)というあだ名がつけられた。
- 株に手を出して失敗したことがある。彼は『無限挑戦』でチョン・ジュナの勧誘で株に手を出したと暴露した。
- 2008年2月19日、住んでいるマンションの玄関で精神分裂症状のある男性に暴行されたが、監視カメラでは被害者の彼が極度の興奮状態の加害者を安心させる姿が記録されており、ネチズン(ネット上で挑発的な人々)はそんな彼を賞賛した。そして後日、当該襲撃事件捜査途中に当時、犯人は20cmの過渡刀を持っていたことが判明し、ネチズンたちを驚愕させた。
- 吉本興業からスカウト提案を受けたことがあったが、断ったという[3]ボブスレー韓国国家代表選抜戦に選手として参加し、2009年大韓体育会ボブスレー選手として定式登録されている。
- 2009年6月8日、歌手チャン・ユンジョンとの付き合っている事実を公開した以後ノ・ホンチョル&チャン・ユンジョンカップルは多くの人々の関心と羨ましさを買ったりして放送で大っぴらにいちゃいちゃしたりした。しかし熱愛公開10ヶ月後の2010年3月9日、二人は報道資料を通じて公式に別れたことを明かした。
- 彼は無限挑戦新年計画だったダイエットに失敗して彼のトレードマークだった金髪頭を切り捨てた。以降は、黄色の染色をせずに、黒髪の状態にある。
- 無限挑戦の自体美男投票では2位だったが、無限挑戦で開かれた公式的な美男対決では(現場投票25%、インターネット投票25%、成形外科専門医投票25%,全世界投票 25%を合算した結果で無限挑戦内衣最高美男が抜かれ)最終順位1位に無限挑戦の公式美男と認められるようになった。実はこの前無限挑戦を見ればその頃にも公式的な美男投票をした事があったが、その頃にもノ・ホンチョルが 1位であった. しかしどうなった事か 1位をしたノ・ホンチョル本人も、無限挑戦メンバーたちも前で言及した投票で公式的な無限挑戦内衣最高美男が抜かれられた 美男ですね特集」前までノ・ホンチョルの「ドル+アイ」イメージのせいか無限挑戦内での最高美男はノ・ホンチョルではないハハで間違って分かっていた。
- 2010年末には "彼がチャン・ユンジョンと別れた理由がゲイなので別れた。"というルーマーが出たりした。

## 現在放送中のレギュラー番組
- オソオプShow (KBS / 毎週金曜日 21:30 - 23:00)

## ラジオ
- SBS LOVE FM ノ・ホンチョルの嬉しい私たち若いの日 DJ 下車 (2006年5月1日 - 2006年11月6日 放送終了 / 毎日0:00 - 2:00)
- MBC FM4U ノ・ホンチョルの親友 DJ 下車 (2010年5月10日 - 2011年10月23日 放送終了 毎日20:00 - 22:00)
- MBC FM4U グッドモーニングFM ノ・ホンチョルです （2016年5月30日 〜　毎日7:00 - 9:00）

## 出演

### 映画
- リトル・レッド レシピ泥棒は誰だ!? 韓国語版 (2006年4月6日公開) - ヤペス 役
- Who Slept With Her (2006年11月16日公開) - DJ 役 (特別出演)
- リトル・レッド2 『Hood vs. Evil』 韓国語版 (2011年7月13日公開予定) - ヤペス 役

### シットコム
- レインボー・ロマンス (2005 - 2006年、MBC) - ホンチョル 役

## ディスコグラフィー

### シングル

#### プロジェクト・シングル
- 無限挑戦江辺北路ソング・フェスト (2007年9月4日発売)

```
Track3 <少女>
```

- 無限挑戦オリンピック大路デュエットソング・フェスト (2009年7月13日発売)

```
Track4 <暑気あたりしたカモメ>
※NoBrainとのユニット「ドルBrain」名義。
```

- 無限挑戦西海岸高速道路ソング・フェスト (2011年7月2日発売)

```
Track7 <振ってください>
※PSYとのユニット「チョルサ」名義。
```

- 無限挑戦それなりに歌手だソング・フェスト (2012年1月7日発売)

```
Track2 <愛の誓い>
※
Dynamic Duo
と
NORAZO
がフィーチャリングに参加している。
```

- 無限挑戦パク・ミョンスのどうだろうか？ソング・フェスト (2013年1月5日発売)

```
Track2 <ノガルシア>
```

- 無限挑戦自由路高速道路ソング・フェスト (2013年11月2日発売)

```
Track5 <兄と呼んでくれ>
※2013年、話題沸騰となったバンド
薔薇旅館
とのユニット「バラ下関」名義。
```

#### デジタル・シングル
- All You Needs Is Love (2006年12月19日発売 / 無限挑戦のメンバー全員によるデジタル・シングル)
- <ハナマナ・ソング> (2007年3月7日発売 / 無限挑戦のメンバー、ユ・ジェソクとのデュエット・ソング)

### 参加アルバム
- MASSAPPEAL (2003年2月発売 / CB Mass) - Track.7 <Dr.ノ 心理クリニック>
- Taxi Driver(2004年5月17日発売 / Dynamic Duo) - Track.2 <Taxidriver Interlude One>、Track.17 <Outro>
- Double Dynamite (2005年10月26日発売) - Track.11 <サーカス>

### ミュージックビデオ
- 江南スタイル参加

## 受賞履歴
- MBC バレエティ部門 新人賞 (2004年)
- MBC放送演芸大賞 バレエティ部門 優秀賞 (2005年)
- MBC放送演芸大賞 大賞 (2007年 / 無限挑戦のメンバー全員、イ・シュンジェと共同受賞)
- 第89回全国体育大会 エアロビック同好者一般部 6人組 第2位 (2008年 / 無限挑戦で<エアロビックSP＞というタイトルで放送された。)
- SBS演芸大賞 芸能部門 実験精神賞 (2008年)
- MBC放送演芸大賞 バラエティ部門 優秀賞(2009年)
- MBC放送演芸大賞 プロデューサー賞 (2009年 / 無限挑戦メンバー全員受賞)
- 第5回アジアモデルフェスティバル モデル特別賞 ファッショニスタ部門 (2010年)
- 第5回A-Awards技術革新部門 (2010年 / 無限挑戦メンバー全員受賞)
- MBC演技大賞ラジオ部門新人賞 (2010年)
- 第53回 全国調整選手権大会2000mノービスエイト特別賞（2011年）
- MBC放送芸能大賞 ショーバラエティー部門人気賞（2013年）
- 第20回 大韓民国芸能芸術賞TV 進行賞（2014年）